# Kostel svatého Jiljí (Lukov)
Kostel svatého Jiljí je farní kostel v římskokatolické farnosti Lukov u Znojma, nachází se v centru obce Lukov. Kostel je jednolodní barokní stavbou, leží v parku. Kostel je spolu s dvěma náhrobky a pranýřem chráněn jako kulturní památka České republiky.

## Historie
Farnost v obci byla již roku 1284, později zanikla. Roku 1703 pak v Lukově vznikla lokálie, v roce 1785 pak byla povýšena na kurácii a v roce 1859 pak byla povýšena na farnost.
Kostel byl postaven v roce 1749, součástí kostela je hlavní oltář zasvěcený svatému Jiljí a dva boční oltáře, první zasvěcený Matce Boží a druhý zasvěcený svatému Jáchymovi a svaté Anně. Kostel byl opraven v letech 1785, 1829 a 1884. Do roku 1825 byl kostel obklopen hřbitovem, ten byl posléze přeložen za obec. K dalším opravám došlo až v roce 1987, tehdy byla dobrovolníky opravena střecha a kostel byl nově nalíčen. V letech 2016 a 2017 byl kostel znovu rekonstruován, byla opravena střecha.